# Meditazione trascendentale

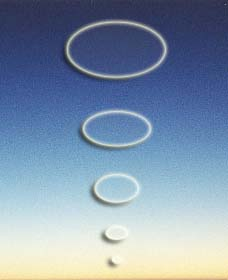
Illustrazione del processo di trascendenza attraverso il raffinamento progressivo del pensiero durante la meditazione trascendentale

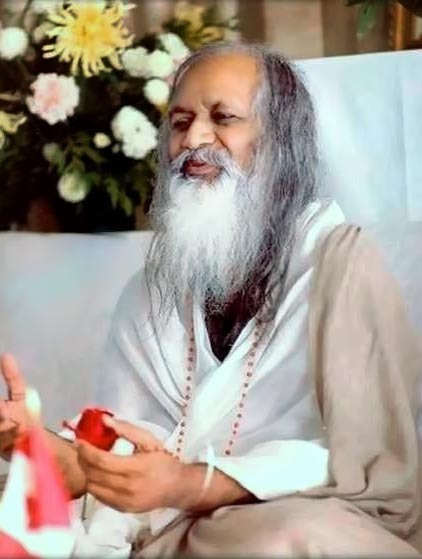
Maharishi Mahesh Yogi nel 1978

La meditazione trascendentale è una tecnica meditativa per lo sviluppo di potenzialità umane; la sua origine è da ricondursi alla tradizione vedica ed è stata introdotta in occidente nel 1958 da Maharishi Mahesh Yogi. La meditazione trascendentale è praticata da milioni di persone in tutto il mondo.

## Pratica
La MT si basa sulla ripetizione per alcuni minuti, due volte al giorno, di uno specifico suono (mantra), che permette alla mente di raggiungere uno stato naturale di "consapevolezza senza oggetto" o "senza pensieri" chiamato "trascendenza", il quale rilassa profondamente il corpo e rinfresca la mente stessa, apportando vari benefici al praticante.

## Ricerche scientifiche
A tutt'oggi, la tecnica di meditazione trascendentale è stata studiata attraverso 524 ricerche scientifiche, pubblicate in 160 riviste scientifiche. Tra queste ricerche, 364 sono state sottoposte a revisione paritaria, e sono state pubblicate su alcune tra le più autorevoli riviste scientifiche revisionate da pari, quali, ad esempio, Science e Scientific American.
Nel 1970 vengono pubblicati i primi articoli scientifici sugli effetti della MT: i risultati indicherebbero una riduzione di ansia e tensioni nei praticanti, come ci si aspetterebbe da chiunque si prenda un'ora o due al giorno per rilassarsi e riposare. Quello che i sostenitori chiamano "quarto stato di coscienza" o di "trascendenza", è stato individuato nel 1971 nelle ricerche di tre medici di Harvard, che l'hanno definito "stato di veglia ipometabolico" e l'hanno considerato differente dai tre ben noti stati di veglia, sonno, sogno (REM).
Negli anni settanta vengono pubblicati molti altri articoli del genere, non solo di fisiologia, ma anche di neurologia e psicologia tra cui uno su Le Scienze, in italiano.

## La meditazione trascendentale nelle scuole e nelle università

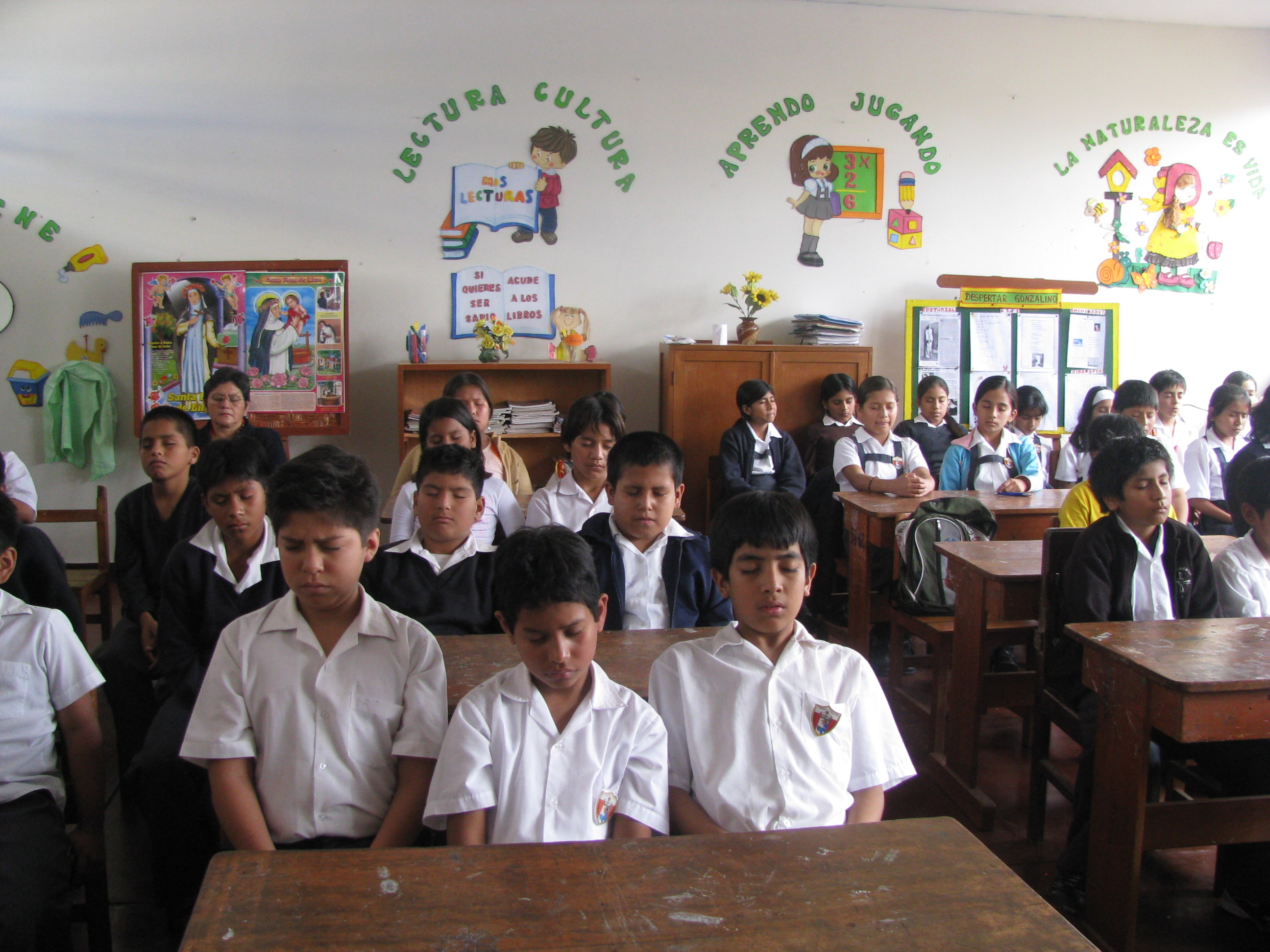
La meditazione trascendentale (MT) è insegnata in 2.000 scuole in America Latina (in Perù, nella foto), grazie anche al contributo della Fondazione David Lynch per l'istruzione basata sulla coscienza e per la pace mondiale.

Dal 1979 la meditazione trascendentale è stata introdotta in varie scuole in diverse parti del mondo: negli USA, in America Latina, Asia, Irlanda del Nord, Sud Africa e Israele.
In Gran Bretagna la Scuola Maharishi di Skelmersdale è attualmente tra le scuole finanziate dal Ministero dell'istruzione quale "Scuola Libera". La scuola ottiene regolarmente risultati eccellenti